# Marie Butts
Ne doit pas être confondu avec Mary Butts.
Marie Charlotte Elisabeth Butts (née à Thonon en 1870 et morte à Genève en 1953) est une éducatrice française, traductrice et auteure de livres pour enfants. Elle est la première secrétaire générale du Bureau international d'éducation (BIE), à Genève, de 1926 à 1953, sous la direction de Pierre Bovet puis Jean Piaget.

## Carrière
Marie Butts a enseigné de 1895 à 1939, donnant des conférences sur des sujets tels que l'anglais, la littérature et la psychologie industrielle. Elle devient en 1926 la première secrétaire générale du Bureau international d'éducation (BIE), poste qu'elle conserve pendant 28 ans, jusqu'à l'âge de 77 ans. En 1947, elle est membre du comité d'experts de l'UNESCO sur la compréhension internationale.
Marie Butts a écrit plusieurs livres pour enfants, dont Roland le Vaillant Paladin publié par Larousse en 1911. Elle a aussi traduit en français des œuvres d'écrivains de langue anglaise, notamment H. G. Wells, Dhan Gopal Mukerji et Anatole Le Braz.

## Sources
- (fr + en + de) Sous-fonds : Papiers de Marie Butts (1918-1953) [5 dossiers]. Fonds : Anne Hamori; Cote : CH-000175-4 AIJJR/2008/3/A. Genève : Archives Institut Jean-Jacques-Rousseau (présentation en ligne).